# Мусіна
Мусіна (англ. Musina; [mɛˈsiːnə]) — найпівнічніше місто провінції Лімпопо у Південній Африці. Знаходиться біля злиття річок Лімпопо та Сенд, та біля кордону із Зімбабве. У регіоні видобуваються залізна руда, вугілля, магнетит, графіт, азбест, алмази, напівкоштовне каміння та мідь.